# Die Brüder Löwenherz
Die Brüder Löwenherz (schwedisch Bröderna Lejonhjärta) ist der Titel eines erstmals 1973 veröffentlichten Romans von Astrid Lindgren. Die Illustrationen der Originalausgabe stammen von Ilon Wikland.

## Handlung
Hauptpersonen sind die beiden Brüder Karl (genannt „Krümel“) und Jonathan Löwe. Sie leben in ärmlichen Verhältnissen bei ihrer alleinerziehenden Mutter. Die Geschichte wird in Ich-Form aus der Perspektive Karls erzählt.
Der neunjährige Karl liegt schwer lungenkrank im Bett und weiß, dass er bald sterben wird, obwohl es ihm keiner sagen möchte. Er bewundert seinen 13-jährigen Bruder Jonathan, der klug, mutig, fröhlich und überall beliebt ist. Jonathan versucht, seinem geliebten kleinen „Krümel“ die Angst vor dem Tod zu nehmen, indem er ihm vom Land Nangijala erzählt, in das man nach dem Tod komme. Dort werde er wieder völlig gesund sein und den ganzen Tag Abenteuer erleben.
Kurz darauf stirbt jedoch Jonathan, als er bei einem Feuer seinen Bruder auf den Rücken nimmt und aus dem brennenden Haus springt, um ihn zu retten. Der Gedanke, dass Jonathan nun in Nangijala auf ihn wartet, tröstet Karl. Wenig später hat er beim Einschlafen das Gefühl, dass er in dieser Nacht sterben wird. Tatsächlich findet er sich unmittelbar darauf bei Jonathan in Nangijala wieder. Er ist dort ganz gesund, kann laufen, schwimmen und reiten. Sie heißen nun beide „Löwenherz“, wie Jonathan von seiner Lehrerin in ihrem Nachruf angesichts seiner Tapferkeit genannt worden ist.
Die Brüder Löwenherz bewohnen mit ihren Pferden Grim und Fjalar den idyllischen Reiterhof im Kirschtal. Karl lernt ihre Nachbarn kennen: die allseits geachtete Sophia, den freundlichen Wirt Jossi und den grimmigen Jäger Hubert. Das Leben scheint leicht und schön, aber bald erfährt Karl, dass es noch eine andere Seite hat: Das hinter den Bergen liegende Heckenrosental wird von dem grausamen Tyrannen Tengil beherrscht, der dank seiner Macht über das Drachenweibchen Katla die Menschen dort mit seinen Soldaten brutal unterdrückt und ausbeutet. Er will auch das Kirschtal erobern. Sophia ist die Anführerin des Widerstands im Kirschtal, und Jonathan hilft ihr. Es bereitet ihnen große Sorge, dass es offenbar einen Verräter im Kirschtal gibt. 
Jonathan muss fort, um die Bewohner des Heckenrosentals in ihrem Widerstand gegen Tengil zu unterstützen. Der ängstliche Krümel will ihn zurückhalten, doch Jonathan erklärt ihm, es gebe Dinge, die man tun müsse, „weil man sonst kein Mensch ist, sondern nur ein Häuflein Dreck“. Karl bleibt allein zurück, hört jedoch eines Nachts im Traum Jonathan um Hilfe schreien. Er erinnert sich an Jonathans Worte und beschließt, allein über die Berge zu reiten und nach ihm zu suchen.
Bei einem Wolfsangriff rettet Hubert, der Karl gefolgt ist, ihm das Leben. Karl ist jedoch überzeugt, dass der mürrische und misstrauische Hubert der gesuchte Verräter ist. In der Nacht belauscht er zufällig ein heimliches Treffen zwischen zwei Tengilsoldaten und dem wahren Verräter Jossi, wird anschließend entdeckt und von den Tengilmännern ins Heckenrosental verschleppt. Er kommt jedoch frei, als er sie überzeugen kann, dass ein dort lebender alter Mann sein Großvater sei. Dieser Mann, Matthias, ist zufällig derjenige, bei dem Jonathan sich versteckt hält. Karl wird nun in die geheime Widerstandstätigkeit gegen Tengil mit hineingezogen und lernt, seine Ängstlichkeit zu überwinden, in gefährlichen Situationen Mut zu beweisen und selbst dem Schrecken des Anblicks von Tengil und Katla standzuhalten. Gemeinsam befreien Jonathan und Karl den Anführer des Widerstandes, Orwar, aus Tengils Gefangenschaft, und Karl kann den Verräter Jossi entlarven, der auf der Flucht in einem Wasserfall umkommt. 
Schließlich kommt es zum offenen Aufstand gegen Tengil. In der Entscheidungsschlacht sterben Matthias und Hubert, und als Tengil Katla auf das Schlachtfeld führt, scheint die Niederlage unausweichlich. Jonathan gelingt es jedoch, Tengil die Lure zu entreißen, deren Klang Katla zum Gehorsam zwingt, und er gibt ihr damit den Befehl, Tengil zu töten.
Als die Brüder danach Katla in ihre Höhle zurückführen, um sie dort für immer einzuschließen, verliert Jonathan auf dem Weg die Lure und damit die Kontrolle über den Drachen. Katla verfolgt die Brüder, bis ihre Pferde unter ihnen zusammenbrechen. Im letzten Moment kann Jonathan einen losen Felsen auf Katla wälzen, so dass sie in den Wasserfall stürzt. In diesem Wasserfall lebt der Lindwurm Karm, der ebenso furchtbar ist wie der Drache, und die beiden Ungeheuer töten sich in einem gewaltigen Kampf gegenseitig. 
Als Karl abends mit Jonathan am Lagerfeuer sitzt, erklärt Jonathan ihm, dass er bei der Verfolgungsjagd von Katlas Feueratem getroffen worden ist und diese Berührung ihn zuerst vollständig lähmen und schließlich töten wird. Er erzählt ihm aber auch, dass es hinter Nangijala noch ein weiteres Land des Lebens gebe, Nangilima. Wenn er dorthin gelange, werde er wieder gesund sein. Karl aber will nicht noch einmal allein zurückbleiben. Da Jonathan sich schon nicht mehr bewegen kann, ist nun Karl derjenige, der seinen Bruder auf den Rücken nimmt und mit ihm gemeinsam in die Tiefe springt. Das Buch endet mit Karls Ausruf nach dem Absprung: „Ich sehe das Licht!“

## Entstehungsgeschichte
Als Astrid Lindgren den Kirchhof in Vimmerby besuchte, sah sie ein Kreuz mit der Inschrift „Hier ruhen die kleinen Brüder Phalén. Gestorben 1860“. Da wusste Lindgren, dass ihr nächstes Buch (Die Brüder Löwenherz) vom Tod und von diesen zwei Brüdern handeln sollte.

## Kritik, Interpretation und Wirkung
Astrid Lindgren hat sich als einer der ersten Kinderbuchautoren des Themas Tod angenommen. Sie erntete dafür Kritik von zwei Seiten: Zum einen hieß es, das Thema sei zu ernst, um in einem Kinderbuch behandelt zu werden, zum anderen, der Tod werde darin verharmlost oder sogar der Suizid gerechtfertigt, weil die Brüder sich am Ende ihrem Dilemma durch einen freiwilligen Sprung in den Tod entziehen.
Demgegenüber hebt Dieter Matthias die Verbindung von Tod und Trost hervor und sieht in dem Buch keine Verharmlosung, sondern eine akzeptierende Sicht auf den Tod. In seiner Interpretation bereitet sich der verängstigte, sterbende Krümel auf seinen bevorstehenden Tod vor, indem er in seiner letzten Nacht die Abenteuergeschichte von Nangijala träumt und dadurch den Mut gewinnt, sich von seinem irdischen Leben zu trennen und in ein anderes Dasein zu wechseln. Mit seinem Ausruf am Schluss des Buches sterbe er dann wirklich, bewusst und voller Zuversicht. Der Sprung am Ende der Handlung sei also nicht als Selbstmord zu deuten, sondern als (geträumtes) Annehmen und Erleben des natürlichen Endes. Das Buch könne daher ein Trostspender und Mutmacher für Kinder sein; es gebe eine mögliche Antwort auf die ewige Frage: „Was kommt nach dem Tod?“
Auch Astrid Lindgren erhielt noch Jahre nach dem Erscheinen des Buches zustimmende Post von Erwachsenen, darunter Mütter und Ärzte. Sie betonten ebenfalls den Trost für Kinder, die entweder den Tod eines Menschen erlebt hatten oder selbst krank waren. Eine Ärztin wünschte sich, das Buch werde zu einer Art Pflichtlektüre für alle sterbenden Kinder.

## Auszeichnungen
1979 wurde Astrid Lindgren für dieses Buch mit dem Internationalen Janusz-Korczak-Literaturpreis und dem Wilhelm-Hauff-Preis ausgezeichnet.

## Verfilmung
Für den Film Die Brüder Löwenherz von Olle Hellbom schrieb Lindgren selbst das Drehbuch. Die beiden Hauptrollen spielten Staffan Götestam und Lars Söderdahl. Der Film wurde erstmals im Wettbewerb der Berlinale 1978 und dann 1979 als Miniserie im ZDF gezeigt. Seit dem Januar 2004 ist der mehrfach preisgekrönte Film in einer 102-minütigen Fassung auch als DVD erhältlich.

## Dramatisierungen
Das Buch wurde von Christian Schönfelder zu einem Theaterstück für Kinder umgearbeitet. 2015 entstand das Musiktheaterstück Die Brüder Löwenherz an der „Jungen Szene“ der Semperoper Dresden. Komponist ist Helmut Oehring. Außerdem gibt es verschiedene Hörspielversionen.

## Fortsetzung
Viele junge Leser wandten sich immer wieder an Astrid Lindgren und wollten wissen, wie es mit Karl und Jonathan weiterging. Astrid Lindgren antwortete ihnen mit einem Brief, der 1974 in der schwedischen Boulevardzeitung Expressen abgedruckt wurde. Darin erzählt sie, dass Karl und Jonathan in Nangilima gemeinsam mit Matthias im Mattishof im Apfeltal leben. Dort bauen sie ein Baumhaus, reiten durch die Wälder und schlafen am Lagerfeuer. Auch ihre Pferde Grim und Fjalar sind bei ihnen in Nangilima, und Karl zähmt einen wilden Hund, den er Mecke nennt. Als Karls und Jonathans Mutter stirbt, kommt sie zunächst nach Nangijala, wo sich Sophia um sie kümmert. Schließlich gelangen beide nach Nangilima. So haben Jonathan und Karl gleich zwei Mütter, die gemeinsam in einem Haus in ihrer Nähe wohnen. Tengil und Jossi sind nicht nach Nangilima gekommen, sondern in ein Land namens Lokrume. Es geht ihnen dort nicht schlecht, aber es ist sichergestellt, dass sie niemandem mehr etwas antun können. Katlas und Karms Aufenthaltsort ist unbekannt. Jonathan habe gemeint, sie seien vielleicht nach Sorokaste gekommen, aber nichts weiter über diesen Ort gesagt. Auf Deutsch wurde der Brief 1975 erstmals in Nr. 13 des Oetinger-Almanachs unter dem Titel „Antwort auf Kinderbriefe von Astrid Lindgren“ veröffentlicht.